# Publifolha
A Publifolha é uma editora do Grupo Folha, fundada em 1995. Cria e produz coleções para jornais do Grupo Folha. Já vendeu 12 milhões de exemplares de 1500 títulos diferentes. Foi responsável por produzir revistas e vídeos da Turma da Mônica como Mônica e a Sereia do Rio, Turma da Mônica em: O Bicho-Papão, entre outros em VHS. A partir de 2000, a editora passou a concentrar seu catálogo exclusivamente na publicação de livros
. O Grupo Folha também é proprietário de outra editora, a Editora Três Estrelas .

## Mônica e a Sereia do Rio
Mônica e a Sereia do Rio é um filme de animação brasileiro de 1987 dirigido por Mauricio de Sousa e Walter Hugo Khouri. É o quarto filme baseado na série de histórias em quadrinhos Turma da Mônica, da qual Mauricio é criador.

## Turma da Mônica em: O Bicho-Papão
Turma da Mônica em: O Bicho-Papão é o filme de animação brasileira de 1987, produzido pelos Estúdios Maurício de Sousa e distribuído pela Trans Vídeo. É o quinto filme de animação baseado na série de histórias em quadrinhos de mesmo nome de autoria de Mauricio de Sousa.

## SuperGames Folha
SuperGames Folha foi uma coleção de revistas com jogos eletrônicos incluídos da Folha de S.Paulo lançadas mensalmente entre Outubro de 1998 e Janeiro de 1999 . A coleção teve 12 edições no total, cada uma com um jogo para PC incluído em formato CD-ROM . Ao completar a coleção, o usuário recebia um manche/joystick como brinde .

### Jogos
Lista de jogos lançados na coleção SuperGames Folha.
| Edição # | Jogo                                                                   | Lançamento        |
| -------- | ---------------------------------------------------------------------- | ----------------- |
| 1        | International Rally Championship (en:International Rally Championship) | Outubro de 1998   |
| 2        | 3-D Ultra Pinball: Creep Night (en:3-D Ultra Pinball: Creep Night)     | Novembro de 1998  |
| 3        | MDK                                                                    | Dezembro de 1998  |
| 4        | Creature Crunch                                                        | Janeiro de 1999   |
| 5        | CyberGladiators (en:CyberGladiators)                                   | Fevereiro de 1999 |
| 6        | Hunter Hunted (video game) (en:Hunter Hunted (video game))             | Março de 1999     |
| 7        | Speedboat Attack (en:Speedboat Attack)                                 | Abril de 1999     |
| 8        | Rising Lands (en:Rising Lands)                                         | Maio de 1999      |
| 9        | Comanche 3 (en:Comanche 3)                                             | Junho de 1999     |
| 10       | POD (video game) (en:POD (video game))                                 | Julho de 1999     |
| 11       | Saban's Iznogoud                                                       | Agosto de 1999    |
| 12       | Waterworld (jogo eletrônico)                                           | Setembro de 1999  |